# Zebrano

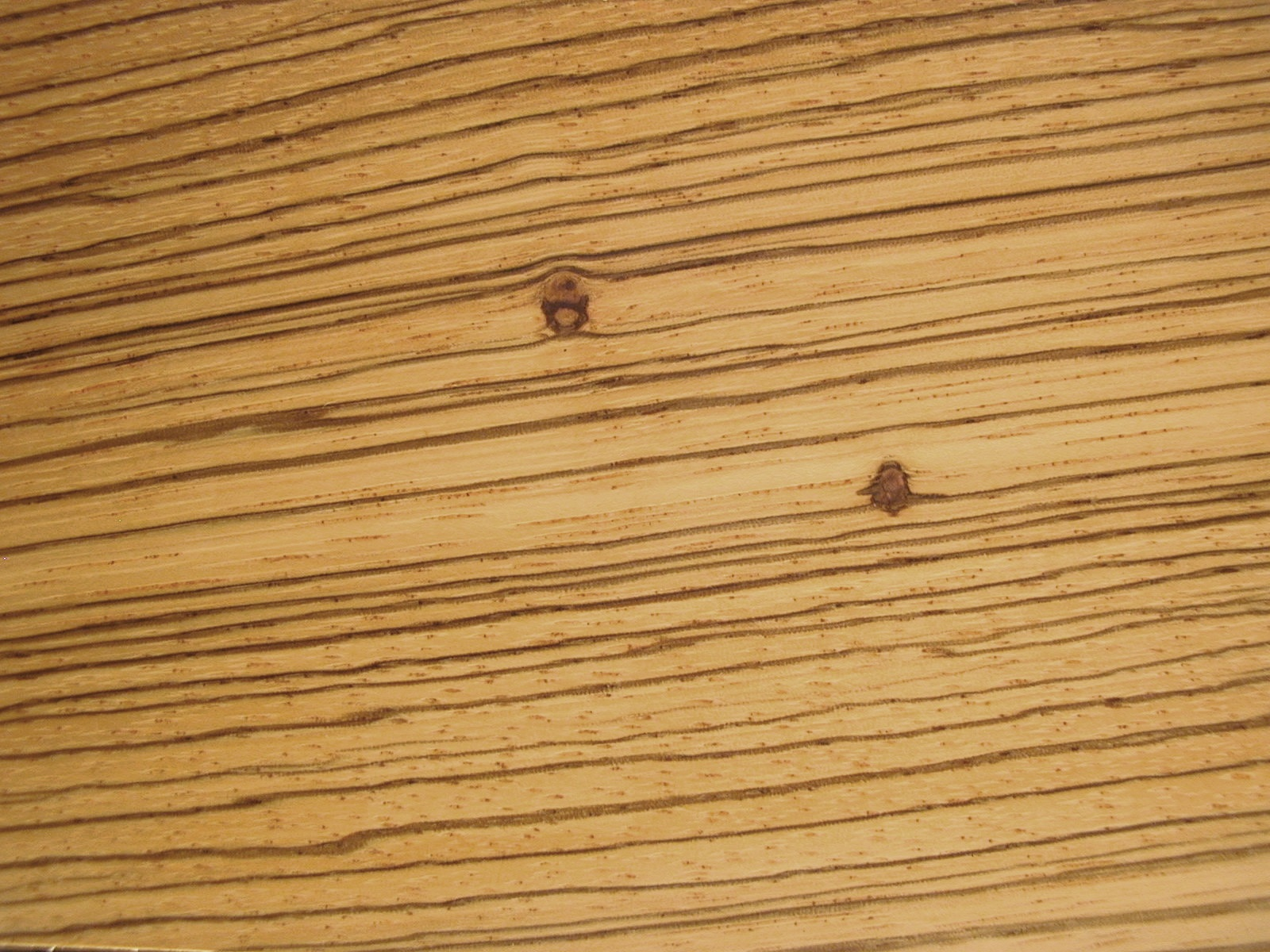
Fornir zingana

Zebrano lub zingana – gatunek drewna pozyskiwany z afrykańskich drzew z rodziny brezylkowatych Microberlinia brazzavillensis. Drewno ciężkie, trwałe, odporne na warunki zewnętrzne ze względu na dużą zawartość naturalnych żywic. 
Pod względem technicznym odporne na zginanie, sprężyste. Stosowane w szkutnictwie i lutnictwie. Również ze względu na ciekawy rysunek stosowane w meblarstwie i w wyrobach galanteryjnych.